# Reginald Veal
Reginald Veal (* 5. November 1963 in Chicago, Illinois) ist ein amerikanischer Kontrabassist des Modern Jazz. Er spielt „dramaturgisch hervorragend konstruierte Soli“ und gilt als zuverlässiger Begleiter sowie insgesamt als ein potenzieller „Nachfolger von Ray Brown.“

## Leben und Wirken
Veal wuchs in New Orleans auf, erhielt ab dem achten Lebensjahr Klavierstunden und begann in der Gospelgruppe seines Vaters E-Bass zu spielen. Er studierte an der Southern University in Baton Rouge bei Alvin Batiste. Dort wechselte er zum Kontrabass. Daneben spielte er in Marching Bands Posaune. Als Bassist wirkte er in Bands um Ellis Marsalis, mit dem er in Südostasien war, und ab 1986 auch bei Terence Blanchard und Donald Harrison. Zwischen 1987 und 1993 war er Mitglied der Band von Wynton Marsalis, mit der er weltweit auf Tournee ging, und war zugleich an Produktionen des Lincoln Center Jazz Orchestra beteiligt. Dann spielte er bei Branford Marsalis und bei Elvin Jones, mit denen er ebenfalls international tourte. 1997 schloss er sich dem Trio von Eric Reed an. Darüber hinaus war er an Aufnahmen von Dianne Reeves, Yutaka Shiina sowie Michael White und zahlreicher Young Lions wie Leroy Jones, Marcus Roberts, Nicholas Payton, Courtney Pine, Wycliffe Gordon, Mark Whitfield, Herlin Riley  und den Tough Young Tenors beteiligt.

## Lexigraphische Einträge
- Leonard Feather, Ira Gitler: The Biographical Encyclopedia of Jazz. Oxford University Press, New York 1999, ISBN 0-19-532000-X.
- Martin Kunzler: Jazz-Lexikon. Band 2: M–Z (= rororo-Sachbuch. Bd. 16513). 2. Auflage. Rowohlt, Reinbek bei Hamburg 2004, ISBN 3-499-16513-9.